# Popęd cząstkowy
Popędy cząstkowe – zgodnie z teorią psychoanalizy Sigmunda Freuda, popędy pochodzące z określonych sfer erogennych. Brak stałego popędu u człowieka wynika prawdopodobnie z odmiennego ukształtowania oraz intensywności, uzyskanej przez dewaluację i zminimalizowanie periodyczności, występującej u zwierząt wyższych.

## Znaczenie popędów cząstkowych w rozwoju psychoseksualnym
Według Freuda, rozwój psychoseksualny składa się z czterech faz: oralnej, analnej, fallicznej oraz genitalnej. W każdym periodzie prymat pełnią inne sfery erogenne, z których  wywodzą się popędy cząstkowe. Głównym celem aprecjacji seksualnej jest skoligacenie popędów cząstkowych pod hegemonię supremacji genitalnej, uzyskaną przez ich inhibicję w danej fazie rozwoju psychoseksualnego. Brak zahamowania skutkuje utrwaleniem popędu cząstkowego (fiksacją), otwierającą drogę do perwersji seksualnych.